# Claridad (canción)
Claridad es una canción del grupo puertorriqueño infantil Menudo, lanzada por primera vez con el álbum Quiero ser en 1981. Se convirtió rápidamente la canción más popular del álbum y de la banda hasta hoy en día, superando las listas en Puerto Rico, México y Venezuela, al igual que con la canción Súbete a mi moto.

## Antecedentes y signficado
«Claridad» fue grabada originalmente por el cantante italiano Umberto Tozzi bajo el título «Stella Stai». La versión en español de la canción, adaptada por el productor cubano Óscar Gómez Díaz, se convirtió en uno de los mayores éxitos de la boyband puertorriqueña. A pesar de su origen italiano, la letra en español transmite un significado completamente diferente, centrándose en el deseo de superar una ruptura romántica, mientras que la original de Tozzi era conocida por su complejidad poética, descrita por el propio compositor como «sin significado definido». La versión de Tozzi fue parte de la banda sonora de la película de Marvel Studios Spider-Man: Far From Home. En la era digital, «Claridad» encontró una nueva audiencia a través del #MenudoChallenge en TikTok.
La canción también se posicionó en el número 48 de la lista de Las 100 Grandiosas Canciones de los 80's en Español, conteo realizado por la cadena de videos VH1 para Latinoamérica, (conteo del año 2007).

## Listas
| Listas           | Posición |
| ---------------- | -------- |
| Colombia Top 100 | 1        |
| Ecuador Top 50   | 1        |
| México Top 200   | 56       |
| México Top 60    | 54       |
| Perú Top 100     | 1        |
| Venezuela Top 40 | 1        |